# Pétrusse
Pétrusse (lucembursky "Péitruss", německy Petruss) je francouzský název pro potok, který protéká hlavním městem Lucemburska Lucemburkem. Jméno potoka nepochází od osoby svatého Petra, nýbrž z latinského slova petrosa, což znamená kámen. Tyto bývaly v toku potoka nalézány.

## Průběh toku
Vzniká soutokem potoků Märelerbaach a Zéissenger Baach a ústí po 11 km toku do řeky Alzette.

### Údolí Pétrusse
Tok Pétrusse vytváří v Lucemburku tzv. Údolí Pétrusse. Toto údolí odděluje tzv. Horní město a tzv. Nádražní čtvrť. Údolí Pétrusse je zde překlenuto dvěma mosty a sice mostem Passerelle (nazývaný též Al Bréck, Starý most) a Adolfovým mostem nazývaný též Nei Bréck, Nový most).

## Využití
V roce 1933 byla Pétrusse z velké části přeložena (kanalizována) do umělého betonového řečiště. Vedle řečiště jsou ještě patrné zbytky vodního díla Bourbonů, které bylo postaveno v roce 1728 a mělo sloužit k zavodnění údolí Pétrusse v případě útoku na město Lucemburk.